# Harpyia milhauseri
Harpyia milhauseri là một loài bướm đêm thuộc họ Notodontidae. Chủ yếu được tìm thấy ở Trung Âu.

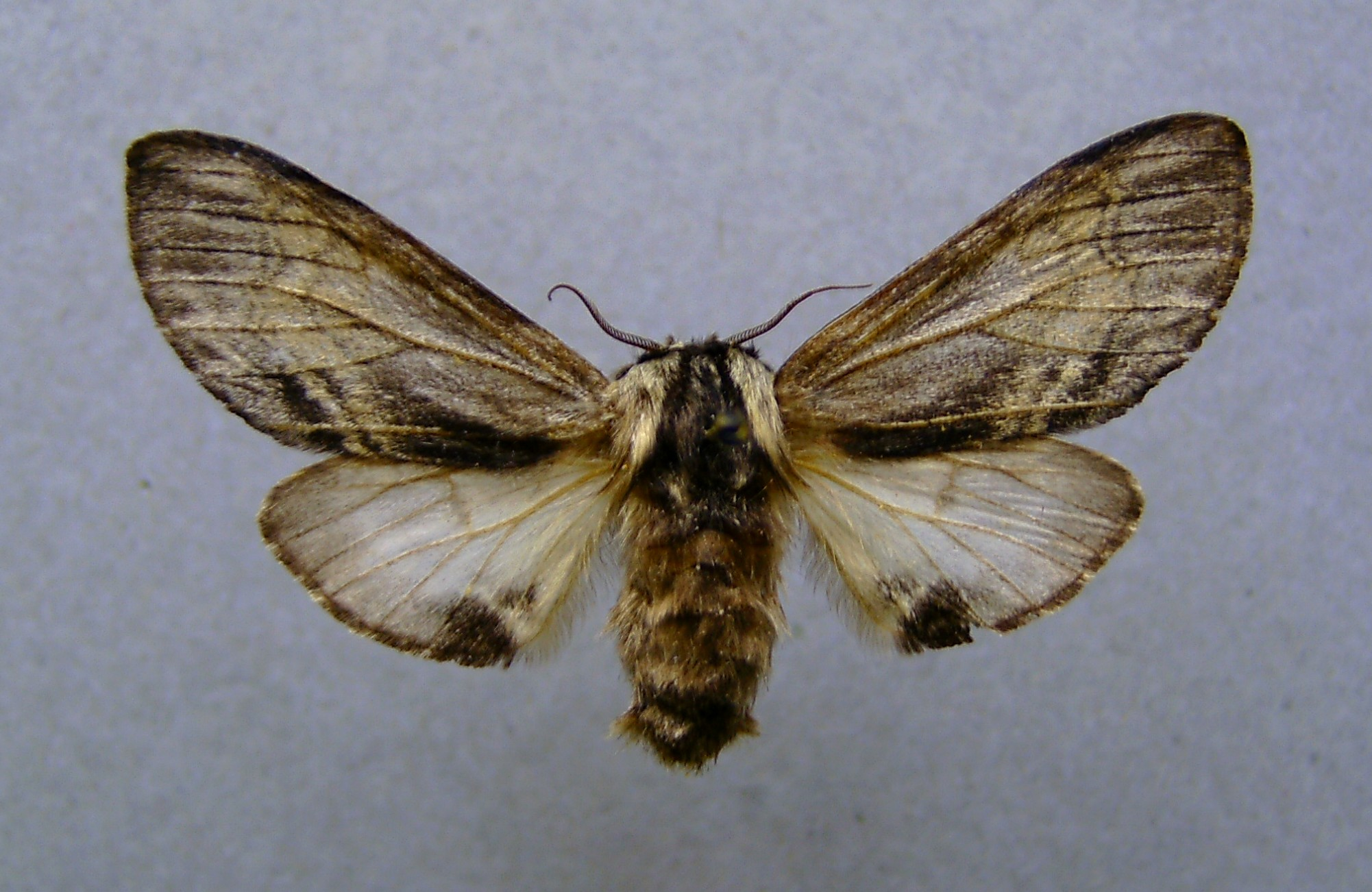
Con cái

Sải cánh dài 40–52 mm. Con trưởng thành bay từ tháng 5 đến tháng 6 tùy theo địa điểm.
Ấu trùng ăn Quercus, Fagus và một đôi khi Betula.

## Hình ảnh

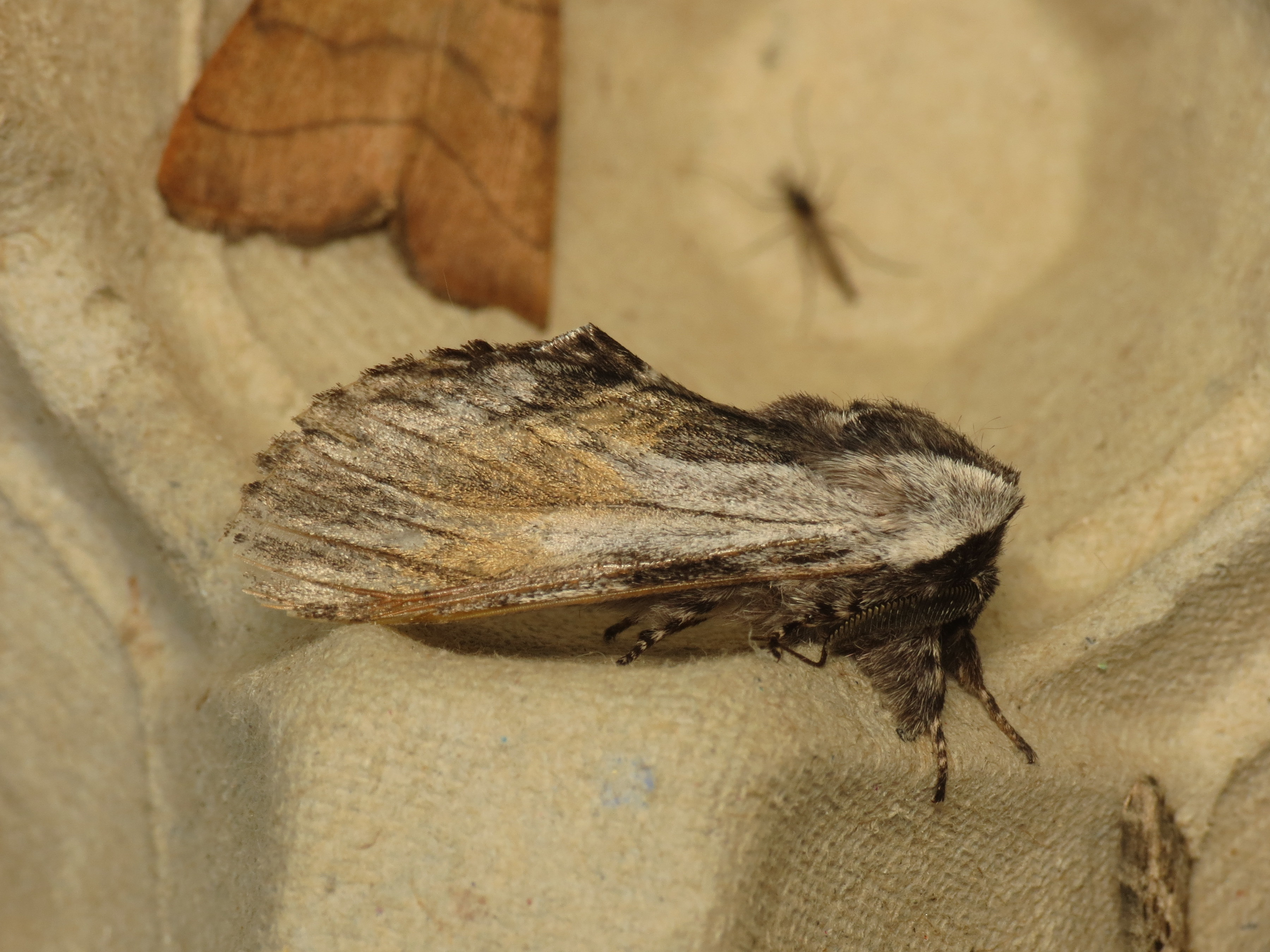